# سلیم حاییم
سلیم حاییم (انگلیسی: Salim Haim؛ ۱۹۱۹ – ۱۹۴۳) یک متخصص پوست و مو اهل عراق بود.
وی نخستین موردِ سندرم حاییم-مانک را در سال ۱۹۶۵ میلادی گزارش کرد.